# Antonio Francesco Orioli
Antonio Francesco Orioli (Bagnacavallo, 10 dicembre 1778 – Roma, 20 febbraio 1852) è stato un cardinale e vescovo cattolico italiano.

## Biografia
Nato a Bagnacavallo il 10 dicembre 1778, fu battezzato col nome di Luigi. Entrato nell'Ordine dei frati minori conventuali emise la professione religiosa il 6 maggio 1793 nella provincia con sede a Bologna.
Fu vescovo di Orvieto dal 1833 al 1841. Papa Gregorio XVI lo creò cardinale presbitero nel concistoro del 12 febbraio 1838 assegnandogli il titolo di Santa Maria sopra Minerva optando, il 30 settembre 1850, per quello dei Santi XII Apostoli. Membro di diverse congregazioni, dal 2 maggio 1847 fu prefetto della Congregazione dei vescovi e regolari e, dal 4 maggio al 2 giugno 1848, segretario di Stato ad interim.
Morì il 20 febbraio 1852 all'età di 73 anni e fu sepolto nella basilica dei Santi XII Apostoli retta dal suo Ordine.

## Genealogia episcopale e successione apostolica
La genealogia episcopale è:
- Cardinale Scipione Rebiba
- Cardinale Giulio Antonio Santori
- Cardinale Girolamo Bernerio, O.P.
- Arcivescovo Galeazzo Sanvitale
- Cardinale Ludovico Ludovisi
- Cardinale Luigi Caetani
- Cardinale Ulderico Carpegna
- Cardinale Paluzzo Paluzzi Altieri degli Albertoni
- Papa Benedetto XIII
- Papa Benedetto XIV
- Papa Clemente XIII
- Cardinale Marcantonio Colonna
- Cardinale Giacinto Sigismondo Gerdil, B.
- Cardinale Giulio Maria della Somaglia
- Cardinale Giacinto Placido Zurla, O.S.B.Cam.
- Cardinale Antonio Francesco Orioli, O.F.M.Conv.

La successione apostolica è:
- Arcivescovo Ludovico Rizzuti (1840)
- Vescovo Giovanni Ferrini, O.F.M.Conv. (1842)
- Vescovo Concezio Pasquini (1842)
- Vescovo Raffaele Purpo (1843)
- Vescovo Giuseppe Maria d'Alessandro (1843)
- Vescovo Rocco de Gregorio (1843)
- Vescovo Bonaventura Atanasio, C.SS.R. (1844)
- Arcivescovo Pietro Cilento (1844)
- Vescovo Giuseppe Menditto (1844)
- Vescovo Luigi Napolitano (1845)
- Vescovo Vincenzo d'Alfonso (1847)
- Vescovo Pietro Niccolò Forti (1847)
- Vescovo Filippo Mincione (1847)
- Vescovo Luigi Ricci (1847)
- Arcivescovo Pio Bighi (1847)
- Vescovo Camillo de' Marchesi Bisleti (1847)
- Cardinale Henri-Marie-Gaston Boisnormand de Bonnechose (1848)
- Cardinale Giusto Recanati, O.F.M.Cap. (1848)
- Vescovo Francesco Bronzuoli (1848)
- Vescovo Valentino Vignone (1851)
- Vescovo Raffaele Bocci (1851)
- Vescovo Filippo Fratellini (1851)
- Vescovo Francesco Saverio Giannuzzi Savelli (1851)
- Arcivescovo Raffaele Ferrigno (1851)
- Vescovo Camillo Milana (1851)
- Arcivescovo Giovanni Battista Naselli, C.O. (1851)